# Google Marketing Platform
Google Marketing Platform — це платформа онлайн-реклами та аналітики, розроблена Google і запущена 24 липня 2018 року. Google Marketing Platform в основному використовується великими рекламодавцями для створення, налаштування, запуску та оптимізації реклами в Інтернеті.
Google Ads та Google Ad Manager не є частинами Google Marketing Platform. Ці три бренди є окремими інструментами, створеними для різних типів рекламодавців та з дещо відмінними характеристиками. Однак додавання Google Marketing Platform до попередніх пропозицій Google викликає багато плутанини у людей, які хочуть купувати рекламу через Google.

## Інструменти
Google Marketing Platform складається із декількох рекламних сервісів, кожен із яких виконує свою функцію:
- Display & Video 360 (рекламний кабінет для налаштування кампаній)
- Search Ads 360 (професійний інструмент роботи із пошуковою рекламою)
- Campaign Manager 360 (сервіс керування оголошеннями та трекінгу ефективності реклами)
- Google Analytics 360 (веб-аналітика)
- Google Tag Manager 360 (керування тегами на сайті рекламодавця)
- Google Optimize 360 (тестування гіпотез у рекламі)
- Looker (раніше — Google Data Studio — інструмент візуалізації великих даних)
- Google Surveys 360 (опитування та дослідження ринку)

У багатьох інструментів GMP є загальнодоступні аналоги, але частини екосистеми перевершують їх за кількістю даних, що збираються, і можливостями, які пропонують рекламодавцям.

## Сертифікації
Для доступу до інструментів Google Marketing Platform спеціалістам необхідно пройти відповідні сертифікації, а компаніям — мати сертифікованих спеціалістів у штаті, або як підрядників.  В офіційній галереї партнерів Google наводить список агентств, які пройшли сертифікації з тих чи інших складових платформи, а також агентств, які мають право безпосередньо продавати доступ до інструментів. 